# King of New York – König zwischen Tag und Nacht
King of New York – König zwischen Tag und Nacht ist ein US-amerikanisch-italienischer Mafia-Film aus dem Jahr 1990 von Abel Ferrara.

## Handlung
Drogenbaron Frank White wird aus der Haft entlassen. Kaum auf freiem Fuß, lässt er seine Widersacher eliminieren, um den Drogenhandel in New York City unter seine Kontrolle zu bringen. In einer Hotelsuite feiert Frank mit einigen seiner Gangmitglieder und seiner Anwältin Jennifer, die zugleich seine Geliebte ist, die Freilassung.
Während eines Dinners mit seinen Anwälten offenbart Frank seinen Wunsch, Bürgermeister zu werden. Daher soll ein Treffen mit Mafiaboss Clay arrangiert werden. Doch Clay verweigert das Treffen und beleidigt Frank. Daraufhin sucht Frank den Mafioso persönlich auf und erschießt ihn. Bevor er den Tatort verlässt, macht er Clays Gang das Angebot, sich ihm anzuschließen – und einige folgen ihm sofort.
Am nächsten Abend besucht Frank eine Theatervorstellung, wo er auf Detective Bishop von der Drogenfahndung trifft. Dieser will Frank und seinen illegalen Machenschaften Einhalt gebieten. Als der Gangster mit dem Mord an Emilio El Zapa konfrontiert wird, den Franks Männer getötet haben, streitet er jegliche Verbindung zu dem Mordfall ab.
In Chinatown trifft sich Frank am nächsten Tag mit dem Drogenhändler Larry Wong, mit dem er einen Deal schließen möchte. Die beiden können sich aber nicht einigen, da Frank darauf besteht, mit einem Teil des Profits aus dem Drogenhandel den Bau eines Krankenhauses im Problembezirk South Bronx zu finanzieren. Somit trennen sich die beiden ohne Deal. In der Zwischenzeit verhaftet die Polizei einige Mitglieder von Franks Bande wegen des Mordes an El Zapa, darunter Jimmy Jump. Frank stellt die Kaution und befreit seine Kumpane. Mit diesen begibt er sich nach Chinatown, wo sie Larry Wong töten und dessen Kokain stehlen.
Während Frank versucht, Geld für den Bau des Krankenhauses aufzutreiben, beschließen einige Polizisten unter dem Kommando von Detective Bishop, Frank außergerichtlich zu stoppen. Als Drogendealer getarnt, stürmen sie einen Club, in dem Frank feiert, und erschießen einige seiner Gangmitglieder. Frank und Jimmy Jump gelingt die Flucht in einer Limousine. Die zwei Gangster trennen sich. Während Frank weiter flüchtet, bleibt Jump zurück, um sich um die Polizisten zu kümmern. In einer Schießerei tötet er Officer Flanigan, bevor er von Officer Gilley erschossen wird. Als Gilley einige Tage später Flanigans Begräbnis besucht, wird er von Frank mit einer Schrotflinte erschossen.
Am selben Abend verschafft sich Frank Zutritt zu Detective Bishops Wohnung. Während er den Polizisten mit einer Waffe bedroht und an einen Stuhl fesselt, gesteht er alle Morde, die er und seine Gang begangen haben, und teilt Bishop mit, dass er ein Kopfgeld auf ihn ausgesetzt habe. Auf die Frage, warum Frank die Morde begangen habe, antwortet dieser, er habe nie jemanden getötet, der es nicht verdient hätte. Nachdem Frank die Wohnung verlassen hat, kann sich Bishop befreien und den Gangster verfolgen. In der U-Bahn liefern sie sich eine Schießerei, in der Bishop getötet und Frank verletzt wird. Schließlich stirbt Frank in einem Taxi an seinen Verletzungen.

## Rezeption

### Erfolg und Auszeichnungen
Der Film feierte am 22. September 1990 in den Vereinigten Staaten Premiere und spielte etwa 2,5 Millionen US-Dollar ein. In Deutschland kam er am 11. Oktober 1990 ins Kino und wurde später indiziert, diese Indizierung wurde erst im Juni 2013 wieder aufgehoben. Nach einer Neuprüfung der FSK im August wurde der Film ungekürzt ab 16 Jahren freigegeben.
Abel Ferrara gewann für den Film 1991 den Mystfest-Award in der Kategorie Beste Regie, der Film war zusätzlich als Bester Film nominiert. Im selben Jahr war der Film bei der Verleihung der Independent Spirit Awards in der Kategorie Beste Kamera nominiert.

### Kritiken
„Optisch brillanter, aber äußerst harter Gangsterfilm mit gesellschaftspessimistischem Grundton, dramaturgischen Mängeln und Tendenzen zu selbstzweckhafter Gewalt.“

Die Cinema beschreibt den Film in ihrer Onlineausgabe als „obsessive Großstadtapokalypse“ und „Kultfilm“.

## Produktion
In der Produktion des Films spielte der italienische Politiker und Unternehmer Silvio Berlusconi eine große Rolle. Er finanzierte den Film mit Hilfe des New Yorker Produzenten Jay Julien und einiger italienischer Geldgeber. Als Produktionsfirma und Rechteinhaber fungierte die italienische Produktionsfirma Reteitalia S.p.A.
Der Film wurde vom 19. April 1989 bis zum 14. Juni 1989 in New York City auf 35-mm-Film gedreht.